# Anting
Anting (chiń. 安亭站) – stacja końcowa metra w Szanghaju, na linii 11. Zlokalizowana jest za stacją Shanghai Qiche Cheng. Została otwarta 4 kwietnia 2011.